# Karl Strehl
Pour les articles homonymes, voir Strehl.
Cet article court présente un sujet plus développé dans : Rapport de Strehl.
Karl Wilhelm Andreas Strehl, né le 30 avril 1864 à Bayreuth et mort le 14 juin 1940 à Hof, est un physicien, astronome et opticien allemand qui inventa le rapport de Strehl, une mesure de la qualité des miroirs primaires pour les télescopes. Il fut le premier à s'intéresser au problème des perturbations atmosphériques pour les observations astronomiques.
En 1895, il calcula l'aspect qu'aurait la tache d'Airy produite par une lentille parfaite et théorisa que le rapport du pic d'intensité de la tache de diffraction d'une lentille réelle à celle d'une lentille parfaite pourrait permettre d'en estimer la qualité optique.